# Masanori Takeishi
Masanori Takeishi (武石正憲, Takeishi Masanori), né en 1950, est un astronome amateur japonais s'intéressant aux astéroïdes. D'après le Centre des planètes mineures, il a codécouvert treize astéroïdes avec Masaru Mukai.
L'astéroïde (7776) Takeishi a été nommé en son honneur.
| (4703) Kagoshima        | 16 janvier 1988   | [1] |
| (5139) Rumoi            | 13 novembre 1990  | [1] |
| (5286) Haruomukai       | 4 novembre 1989   | [1] |
| (5468) Hamatonbetsu     | 16 janvier 1988   | [1] |
| (5640) Yoshino          | 21 octobre 1989   | [1] |
| (5960) Wakkanai         | 21 octobre 1989   | [1] |
| (8866) Tanegashima      | 26 janvier 1992   | [1] |
| (9368) Esashi           | 26 janvier 1993   | [1] |
| (10516) Sakurajima      | 1er novembre 1989 | [1] |
| (11064) Dogen           | 30 novembre 1991  | [1] |
| (14446) Kinkowan        | 31 octobre 1992   | [1] |
| (15790) Keizan          | 8 octobre 1993    | [1] |
| (48498) 1993 BS6        | 30 janvier 1993   | [1] |
| - [1] avec Masaru Mukai |                   |     |